# Chajjim Boger
Chajjim Boger, hebr. חיים בוגר, właściwie Chaim Bograszow, hebr. בוגרשוב  (ur. 25 września 1876 na Krymie, zm. 8 czerwca 1963 w Tel Awiwie) – pedagog i polityk pochodzenia żydowskiego, aktywny członek ruchu syjonistycznego. W latach 1951–1955 z ramienia Ogólnych Syjonistów parlamentarzysta w Knesecie.

## Życiorys

### Dzieciństwo i młodość
Chajjim Boger urodził się w 1876 roku na Krymie w Imperium Rosyjskim (obecnie terytorium Ukrainy) jako Chaim Bograszow w rodzinie żydowskiej. Otrzymał tradycyjne religijne wychowanie. Następnie ukończył gimnazjum i w 1897 roku założył pierwszą szkołę żydowską w Rosji. W latach 1899–1901 pracował jako nauczyciel w gimnazjum hebrajskim w Jekatierinosławiu. W 1901 roku wyjechał do Monarchii Austro-Węgierskiej i rozpoczął studia filozofii na Uniwersytecie Masaryka w Brnie.

### Działalność syjonistyczna
Od młodych lat Boger był aktywnym członkiem ruchu syjonistycznego. W 1903 roku wziął udział w Szóstym Kongresie Syjonistycznym w Bazylei. Podczas tego kongresu Theodor Herzl przedstawił brytyjską propozycję osiedlenia żydowskich kolonizatorów w Ugandzie. Herzl widział, że z punktu widzenia kwestii żydowskiej istnieje pilna potrzeba znalezienia miejsca bezpiecznego schronienia dla tysięcy rosyjskich Żydów, uciekających przed nasilającą się na wschodzie falą pogromów. Wszystkie dotychczasowe wysiłki ruchu syjonistycznego zmierzające do uzyskania oficjalnej akceptacji i prawnej legalizacji osadnictwa żydowskiego w Palestynie zakończyły się niepowodzeniem. Jedyną sensowną propozycją pozostającą na stole był brytyjski „plan Ugandy”. Herzl podkreślał przy tym, że ma on charakter tymczasowego rozwiązania, a końcowym celem syjonizmu nadal pozostaje Palestyna. Plan ten stał się przyczyną wielkiego wewnętrznego kryzysu w ruchu syjonistycznym. Boger sprzeciwił się wówczas Herzlowi i zajął zdecydowane stanowisko, że jedyną ojczyzną dla narodu żydowskiego może być tylko Ziemia Izraela. W 1904 roku został wysłany przez Menachema Usyszkina do Palestyny z zadaniem sprawdzenia możliwości rozwoju dalszego osadnictwa. Wnioski zostały przedstawione na następnym kongresie i pomogły w odrzuceniu „planu Uganda”.
W 1906 roku Boger ukończył studia, uzyskując stopień naukowy doktora filozofii. Następnie wyjechał do Palestyny, będącej wówczas pod panowaniem Imperium Osmańskiego. Wykorzystał swoje doświadczenie pedagogiczne przy zakładaniu Gimnazjum Herzlija w Tel Awiwie. Przez wiele lat uczył geografii w szkole. Napisał liczne artykuły na temat geografii i geologii.

### Działalność polityczna
Po I wojnie światowej Palestyna przeszła pod brytyjskie panowanie. Utworzono wówczas Brytyjski Mandat Palestyny. W latach 1921–1930 Boger był członkiem Zgromadzenia Reprezentantów i rady miejskiej Tel Awiwu. W 1945 roku był jednym z założycieli żydowskiej Rady Lotniczej. Ciało to koordynowało działania wszystkich osób zaangażowanych w tworzenie żydowskiego lotnictwa. Było to cywilne lotnictwo, jednak bardzo szybko przebieg wydarzeń wymusił jego militaryzację.
W 1951 roku został wystawiony przez Ogólnych Syjonistów do wyborów parlamentarnych. W ich wyniku wszedł w skład Drugiego Knesetu. Pełnił funkcję członka parlamentarnej komisji edukacji i kultury, oraz połączonego komitetu prewencji aktywności misjonarskiej. Zmarł 8 czerwca 1963 roku w Tel Awiwie. Został pochowany na cmentarzu Kirjat Sza’ul.

## Znaczenie
Chajjim Boger odegrał dużą rolę jako pedagog. Ucząc w Gimnazjum Herzlija wykształcił pierwsze pokolenie syjonistów, które następnie budowało państwo żydowskie.